# Flunch
Flunch er fransk restaurantkæde i det lavere prissegment. Centralt for kædens koncept er at kunden betaler stykpris for forskellige former for kød, fisk eller fjerkræ, mens det man betragter som légumes (tilbehør som pasta, ris og kartofler i forskellige former samt salat) kan tages frit fra en buffet.
Den første Flunch-restaurant åbnedes i Lille i 1971. I 2014 havde kæden 250 restauranter i Frankrig, 7 i Spanien, og én i Italien.

## Slogan
Frankrig
- 1983 - 1990: "Alle madelskere findee sig selv"
- 1991 - 1996: "Forskellighed ændrer liv"
- 1997 - 2003: "Vi vil flunche"
- 2003 - 2007: "Spis varieret, det er bedre for sundhed"
- 2007 - 2009: "Flunch. Fornøjelse. Intenst."
- 2009 - 2015: "Flunche, det er bedre end at spise"
- 2015 - : "Det er, hvad vi kan på Flunch, flunche"